# Tatort: Du bleibst hier
Du bleibst hier ist ein Fernsehfilm aus der Krimireihe Tatort in dem das Dortmunder Team ermittelt. Der vom WDR produzierte Beitrag ist die 1222. Tatort-Episode und wurde am 15. Januar 2023 im SRF, im ORF und im Ersten ausgestrahlt. Es ist der 23. Fall von Faber, der 11. von Jan Pawlak und der 5. von Rosa Herzog.

## Handlung
Jan Pawlak und Rosa Herzog werden zu einer großen Blutlache im Dortmunder Westpark gerufen – aber es gibt keine Leiche. Hauptkommissar Faber ist nach dem Tod seiner Kollegin Martina Bönisch immer noch krankgeschrieben und seelisch angeschlagen. Er hat seine Haare und einen langen Bart wachsen lassen und lebt weitgehend in seinem Auto, einem Opel Manta, der meistens in einem Waldstück am Oberbecken des Pumpspeicherkraftwerks Herdecke parkt. Pawlak und Herzog ermitteln, dass aus dem benachbarten Viertel der Immobilienkaufmann Andreas Richter vermisst wird. Dieser hatte dort mehrere alte Häuser aufgekauft, die er luxussanieren und damit die seit Jahrzehnten dort lebenden Mieter verdrängen will, wodurch er sich im Viertel extrem unbeliebt gemacht hat.
Die Spuren im Park deuten darauf hin, dass der Mensch, von dem das Blut stammt, mit mehrfachen, harten Schlägen getötet wurde. Im Park hängen auch einige Jugendliche aus der Drogenszene herum, die aber aussagen, nichts von der Gewalttat mitbekommen zu haben. Das Blut stammt, wie sich herausstellt, von Richter. Pawlak und Herzog ermitteln in Richters Häusern. Dabei finden sie heraus, dass in einem davon Peter Fabers Vater Jupp lebt. Dieser ist allerdings zeitweise verwirrt. Dort lebt auch in bescheidenen Verhältnissen Richters Frau, die dieser kurz zuvor verlassen hatte, als er erfuhr, dass der vermeintlich gemeinsame Sohn nicht von ihm war. Frau Richters Sohn ist seit einem halben Jahr schwerbehindert und kann sich kaum artikulieren. Die Behinderung hatte er ein halbes Jahr zuvor durch einen Drogenkonsum mit verunreinigtem Ecstasy erlitten. Jupp Faber bittet die Kriminalbeamten, seinem Sohn auszurichten, er solle sich nach langer Zeit ohne Kontakt doch mal melden. Pawlak und Herzog suchen noch immer die Leiche und versuchen, den Tathergang zu rekonstruieren, kommen aber nicht weiter. Einzig stellt sich heraus, dass der fast 80 Jahre alte Jupp das Opfer wohl nicht weggeschleift haben kann.
Auch Herzog und Pawlak haben ihre Probleme. Pawlaks Frau sitzt wegen Drogen im Gefängnis, kommt allerdings in wenigen Tagen frei. Der Staatsschutz ermittelt gegen Herzogs Mutter, die im Verdacht steht, der dritten Generation der RAF angehört zu haben; die Beamten drohen ihr für den Fall, dass sie ihrer seit langem untergetauchten Mutter helfen würde, was diese heimlich tut, aber nicht zugibt. Peter Faber besucht seinen Vater und findet heraus, dass sich dieser ein halbes Jahr zuvor mit einem der jungen Leute aus der Drogenszene angelegt hatte, dieser ist seitdem nicht mehr gesehen worden. Faber überlegt, ob es Parallelen zum Verschwinden Richters, des Vermieters seines Vaters, gibt. Dieser aber sagt, er kann sich an nichts erinnern. Jupp Faber wird von seiner etwa gleichaltrigen Nachbarin umsorgt und von Martin Engel, der nebenan einen uralten Frisiersalon betreibt und schon ein Jugendfreund von Peter Faber war. Jupp hat zu Martin ein quasi väterliches Verhältnis, während ihn mit seinem echten Sohn kaum noch etwas verbindet.
Jupp Faber wird wenig später im Park niedergeschlagen aufgefunden und ins Krankenhaus eingeliefert; wie sich herausstellt, haben die Jugendlichen ihn zusammengeschlagen, um Rache für seine Aktion gegen ihren verschwundenen Freund zu nehmen. Nach einigen Tagen kommt Jupp Faber wieder aus dem Krankenhaus, Peter Faber fährt ihn nach Hause, will einerseits herausfinden, was passiert ist, sich aber nur widerwillig mit seinem Vater und der Vergangenheit auseinandersetzen. Zwischenzeitlich ist der alte Faber so verwirrt, dass er seinen Sohn nicht mehr erkennt. Peter Faber wird, wie seine Kollegen, nicht nur immer wieder vom Tod von Martina Bönisch eingeholt, sondern auch von seiner eigenen Kindheit. Seine Mutter war depressiv und lief vor einen LKW, als er zwölf Jahre alt war. Sein Vater, der sich sonst im Viertel um vieles kümmerte und beliebt war und ist, steckte ihn daraufhin ins Internat, was das Verhältnis bis heute belastet und dazu führte, dass der Kontakt viele Jahre ganz abgerissen war. Da sein Vater stark unter Tatverdacht steht, zumindest zugeschlagen zu haben, sieht sich Peter Faber zu ermitteln genötigt, obwohl er noch krankgeschrieben ist. Zwischenzeitlich erscheint er wieder im Polizeibüro und gemeinsam mit Herzog und Pawlak betrinkt man sich in einer alten Kneipe, um Martina Bönisch zu gedenken. Faber hat in der Asservatenkammer das die Mutter seiner Kollegin Herzog belastende Handy entwendet und steckt es ihr zu.
Jupp ist derweil verschwunden. Peter Faber erinnert sich zusammen mit Martin Engel an Kindertage. Der alte Jupp war im Zweiten Weltkrieg im unterirdischen Dortmunder Großbunker zur Welt gekommen, als die Menschen dort Deckung vor den Bombardierungen gesucht hatten. Auch Peter und Martin hatten dort als Kinder gespielt. Peter Faber findet einen Einstieg in die Bunkeranlage, weil ihm die Idee kommt, sein verwirrter Vater könnte dort Unterschlupf gesucht haben, und er findet ihn dort auch. An der Stelle, wo sich Jupp aufhält, führt ein anderer Schacht nach oben, dieser endet genau unter dem Park. Peter Faber entdeckt Blutspuren und es stellt sich heraus, dass Richters Leiche durch den Kanalschacht in den Untergrund geworfen und mit einer Schubkarre weggebracht und wenig entfernt unter Steinen begraben wurde. Dort stoßen auch Herzog und Pawlak mit einem Suchhundetrupp dazu.
Peter Faber geht zu Martin Engel in den Frisiersalon und lässt sich rasieren und die Haare schneiden. Engel offenbart ihm schließlich, dass er sowohl den das Viertel drangsalierenden jugendlichen Dealer, als auch später Immobilienhai Richter erschlagen und verschwinden lassen hatte. Letzteren, weil er auch das Haus mit seinem Salon aufkaufen, alle rauswerfen und das Haus luxussanieren wollte und weil es ein halbes Jahr vorher schon einmal geklappt hatte und er die Gegend so bewahren wollte, wie sie ist.
Auch die anderen Handlungsstränge werden fortgesetzt: Herzog wirft bei Nacht das sie belastende Handy ins Speicherbecken. Faber will sich mit seinem Vater unterhalten, der im Schlafanzug auf einer Parkbank sitzt, und er erwähnt sein Versprechen an die sterbende Martina Bönisch, ohne den Zusammenhang zu nennen. Sein Vater, unwissend, lädt ihn ein, Martina doch mal mitzubringen. Man sieht, wie Pawlak parallel mit seiner Tochter seine Frau aus dem Gefängnis abholen will, diese hatte ihm aber einen falschen Tag genannt und ist bereits einen Tag zuvor entlassen worden und weg.

## Hintergrund
Der Film wurde vom 8. März 2022 bis zum 6. April 2022 in Dortmund, Herdecke, Köln und Umgebung gedreht. Die Premiere erfolgte bei den Filmnächten Dortmund am 27. August 2022.

## Rezeption

### Kritiken
Rainer Tittelbach von Tittelbach.tv schrieb: Dieser Tatort ist „eine emotional aufgeladene, psychologisch packende filmische Trauerarbeit geworden. Faber steht wie vor zehn Jahren am Abgrund und versucht das Unmögliche: weiterleben.“ „Die Gegenwart überstehen und Hoffnung für die Zukunft gewinnen, indem man ein Trauma der Jugend bewältigt: Was Karow in Berlin kann, das könnte auch Faber gelingen... In seinem 22. Fall dominiert erwartungsgemäß das Vater-Sohn-Drama über den Krimiplot. Nicht zuletzt, weil die Beziehungsarbeit in eindrucksvolle Bilder getaucht wird und weil dieser Tatort, zu dem Jörg Hartmann erstmals auch das Drehbuch schrieb, so wichtig ist für die horizontale Psychologie der Ermittler, ist der gleichermaßen mit rauher Dortmunder Wirklichkeit und westfälischer Nostalgie durchsetzte Film von Richard Huber ein besonderer geworden.“
Bei WEB.DE wertete Iris Alanyalı: „Trotzdem geht die Emotionalität zulasten des Kriminalfalles und des Tempos. Indem ‚Du bleibst hier‘ (Regie: Richard Huber) seinen aufgewühlten Kommissaren so viel Raum zum Trauern gibt, zieht sich die Handlung dahin und verliert alle Spannung und Dringlichkeit, die Liebe mich! zu so einer starken Geschichte gemacht hat. ‚Du bleibst hier‘ ist dagegen ein seltsamer ‚Tatort‘. Das Drehbuch hat Darsteller Jörg Hartmann geschrieben, mit Unterstützung vom Erfinder des Dortmunder Teams, Jürgen Werner. Und es scheint, als hätten sich beide von ihrer Liebe zu diesen Figuren hinreißen lassen und dann erschrocken festgestellt, dass sie auch noch einen Fall erzählen müssen.“
Christian Buß vom Spiegel meinte: „Die um Faber/Hartmann herumgebaute Familienshow, bei der nur wenig Raum ist für die Subplots von Kolleginnen und Kollegen, hätte leicht zu einer Farce der Selbstrührung werden können. Doch immer wieder öffnet sich die Geschichte zu den universalen Themen Verlust, Liebe und Solidarität. Und für Liebe und Solidarität ist es doch nie zu spät.“
Für  swr3.de kritisierte Christian Haas: „Das ist ein ganz schönes Brett an Nebenstorys für 90 Minuten. Dadurch gerät der eigentliche Fall rund um den Immobilien-Hai leider ziemlich in den Hintergrund. Andererseits macht genau das den Tatort auch kurzweilig und interessant. Außerdem werden hier ganz sicher neue Storys für die kommenden Dortmund-Tatorte begonnen. Etwas konstruiert wirkt das Ganze aber dann doch, denn dass jetzt wirklich alle drei Beamte so richtig fett Dreck am Stecken haben, wirkt ein bisschen gewollt. Dafür ist das Ende dieses Tatorts aber echt rührend. Faber und sein dementer Vater, fast Hand in Hand. Das versöhnt dann auch ein bisschen mit den hohen, teilweise enttäuschten Erwartungen, die man vielleicht vorher an den Tatort hatte, weil die letzte Folge so überragend war.“
Kristina Kielblock urteilte für kino.de und schrieb: „Es gibt viele unangenehme, furchtbare und schwer zu ertragende Umstände und Begebenheiten im Leben eines Menschen und im Verhältnis dazu erschütternd wenig Trost. Aber ‚Du bleibst hier‘ ist für mich ein echter Trostfilm geworden, weil er den tatsächlichen Ton des Lebens so überzeugend trifft. Weil alle darin ihren Schmerz anders verarbeiten, aber nicht so tun, als hätten sie ihn nicht. Sie alle machen trotzdem weiter ohne verkrampft daran zu arbeiten, wieder ‚glücklich‘ zu sein, sondern kämpfen stattdessen um ihre Mitmenschlichkeit, versuchen, trotz allem, füreinander da zu sein.“
Oliver Armknecht von film-rezensionen.de meinte, der Film „ist noch stark gezeichnet von dem Tod von Martina Bönisch in der letzten Folge. Zwar gibt es auch hier einen Fall, wenn im Park eine große Blutlache Rätsel aufgibt. Der Film interessiert sich aber nur bedingt dafür, sondern legt den Fokus auf die kaputten Figuren. Als Drama ist das sehenswert, als Krimi eher unbefriedigend.“

### Einschaltquoten
Bei der Erstausstrahlung von Tatort: Du bleibst hier am 15. Januar 2023 verfolgten in Deutschland insgesamt 8,12 Millionen Zuschauer die Filmhandlung, was einem Marktanteil von 26,0 Prozent für Das Erste entsprach. In der als Hauptzielgruppe für Fernsehwerbung deklarierten Altersgruppe von 14–49 Jahren erreichte Du bleibst hier 1,89 Millionen Zuschauer und damit einen Marktanteil von 24,1 Prozent in dieser Altersgruppe.